# Борусова
Борусова (пол. Borusowa) — село в Польщі, у гміні Ґрембошув Домбровського повіту Малопольського воєводства.
Населення — 369 осіб (2011).
У 1975-1998 роках село належало до Тарновського воєводства.

## Демографія
Демографічна структура станом на 31 березня 2011 року:
|          | Загалом | Допрацездатний вік | Працездатний вік | Постпрацездатний вік |
| -------- | ------- | ------------------ | ---------------- | -------------------- |
| Чоловіки | 175     | 26                 | 127              | 22                   |
| Жінки    | 194     | 36                 | 108              | 50                   |
| Разом    | 369     | 62                 | 235              | 72                   |